# Kundarki
Kundarki (o Kundarkhi) è una suddivisione dell'India, classificata come nagar panchayat, di 24.540 abitanti, situata nel distretto di Moradabad, nello stato federato dell'Uttar Pradesh. In base al numero di abitanti la città rientra nella classe III (da 20.000 a 49.999 persone).

## Geografia fisica
La città è situata a 28° 41' 60 N e 78° 46' 60 E e ha un'altitudine di 188 m s.l.m..

## Società

### Evoluzione demografica
Al censimento del 2001 la popolazione di Kundarki assommava a 24.540 persone, delle quali 12.730 maschi e 11.810 femmine. I bambini di età inferiore o uguale ai sei anni assommavano a 5.007, dei quali 2.596 maschi e 2.411 femmine. Infine, coloro che erano in grado di saper almeno leggere e scrivere erano 8.491, dei quali 5.350 maschi e 3.141 femmine.